# 18637 Liverdun
18637 Liverdun è un asteroide della fascia principale. Scoperto nel 1998, presenta un'orbita caratterizzata da un semiasse maggiore pari a 2,6864158 UA e da un'eccentricità di 0,1878593, inclinata di 12,02350° rispetto all'eclittica.